# باحث الكواكب الآلي
باحث الكواكب الآلي ويسمى أيضا مكتشف الكواكب الصخرية هو تلسكوب بصري 2.4 متر آلي بالكامل في مرصد ليك على قمة جبل هاميلتون، شرق سان خوسيه، كاليفورنيا، الولايات المتحدة الأمريكية.. مصصم للبحث عن الكواكب خارج المجموعة الشمسية ذات كتل تترواح بين خمسة إلى عشرين كتلة أرضية.وقد تم تكليفة بهذة المهمة في أغسطس 2013.

## روابط خارجية
- Automated Planet Finder Telescope - ucolick.org
- APF Camera view of Dome - ucolick.org